# Paratonkinacris
Paratonkinacris är ett släkte av insekter. Paratonkinacris ingår i familjen gräshoppor.
Kladogram enligt Catalogue of Life:
| Paratonkinacris | \| \| Paratonkinacris jinggangshanensis \| \| \| \| \| \| Paratonkinacris lushanensis \| \| \| \| \| \| Paratonkinacris nigritibia \| \| \| \| \| \| Paratonkinacris vittifemoralis \| \| \| \| \| \| Paratonkinacris youi \| \| \| \| |
|                 | \| \| Paratonkinacris jinggangshanensis \| \| \| \| \| \| Paratonkinacris lushanensis \| \| \| \| \| \| Paratonkinacris nigritibia \| \| \| \| \| \| Paratonkinacris vittifemoralis \| \| \| \| \| \| Paratonkinacris youi \| \| \| \| |
|                 | Paratonkinacris jinggangshanensis |
|                 | |
|                 | Paratonkinacris lushanensis |
|                 | |
|                 | Paratonkinacris nigritibia |
|                 | |
|                 | Paratonkinacris vittifemoralis |
|                 | |
|                 | Paratonkinacris youi |
|                 | |